# Осколков, Виктор Иванович
Виктор Иванович Осколков (род. 17 декабря 1947 года, Дальний (ныне Далянь, территория КНР)) — деятель советского и российского телевидения, журналист. Генеральный директор ТТЦ «Останкино», директор «Гостелерадиофонда». Заслуженный работник культуры Российской Федерации (2009).

## Биография
Виктор Иванович Осколков родился 17 декабря 1947 года в городе Дальний (ныне это территория Китайской Народной Республики).
В 1977 году окончил Ленинградский государственный университет по специальности «Журналистика».
Живёт и работает в Москве.

## Профессиональная деятельность
С 1969 года по 1979 год работал литературным сотрудником, заведующим отделом, ответственным секретарём, редактором газеты «Молодой ленинец» (Псков). С 1979 года по 1982 год был собственным корреспондентом газеты «Комсомольская правда» по Вологодской, Архангельской, Псковской, Новгородской областям и Коми АССР.
C 1982 года по 1985 год работал в должности заместителя редактора отдела сельской молодежи газеты «Комсомольская правда».
С 1985 года по 1988 год работал в команде Эдуарда Сагалаева зам. главного редактора Главной редакции программ для молодежи Центрального телевидения ГК СССР по телевидению и радиовещанию. Курировал программы «Мир и молодежь», «12-й этаж», «КВН» и другие.
С 1988 года по 1990 год — консультант Комитета партийного контроля при ЦК КПСС.
В 1990 году основал газету «Восточный экспресс» для деловых кругов Сибири и Дальнего Востока, был её главным редактором.
С 1991 года по 1992 год — Генеральный директор Генеральной Дирекции программ телевидения Всесоюзной государственной телерадиовещательной компании. С 1992 года по 1996 год — Директор дирекции программ РГТРК «Останкино», Главный директор Главной дирекции программ «ОРТ».
С 26 декабря 1996 года — Главный директор Дирекции утреннего вещания ЗАО «ОРТ», с января 1997 — руководитель программы ОРТ «Доброе утро».
С 27 июля 1999 года по февраль 2000 года — Вице-президент ОАО «ТВ Центр» по телевидению. Исполнял функции генерального продюсера канала ТВЦ. С февраля 2000 — член совета директоров ОАО «ТВ Центр».
С февраля 2000 года по 2003 год — Генеральный директор ФГУП «Телевизионный технический центр» (ТТЦ «Останкино»).
С 2003 года по 2013 год — Директор ГУ «Государственный фонд телевизионных и радиопрограмм (Гостелерадиофонд)».
В 2010 году Виктор Осколков инициировал обращение с иском в Арбитражный суд города Москвы о признании недействительным договора, который ООО «Серебряный глобус» считало правовым основанием для своей деятельности по продаже прав на советские телевизионные фильмы. Но суды первой, апелляционной и кассационной инстанций не поддержали исковые требования. Это вынудило Гостелерадиофонд обратиться в Высший арбитражный суд РФ о пересмотре дела в порядке надзора. В 2013 году Президиум Высшего арбитражного суда России подтвердил права Гостелерадиофонда на 410 советских фильмов, в том числе таких, как «Место встречи изменить нельзя», «17 мгновений весны», «Здравствуйте, я ваша тётя!», «Государственная граница», «Следствие ведут знатоки», «Бумбараш», «Визит к Минотавру», детские: «Приключения Буратино», «Капитан Немо», «Каникулы Петрова и Васечкина» и других известных фильмов, которые до этого принадлежали двум частным фирмам.
С 2013 года по 2014 год — Советник директора ГУ "Государственный фонд телевизионных и радиопрограмм (Гостелерадиофонд).

Бывший директор ФГУ Виктор Осколков ушел с поста, оставшись работать в должности советника. Гостелерадиофонд он возглавил в июле 2003 года. «Под его руководством удалось не только сохранить творческое наследие, но и выиграть важнейшие юридические „битвы“, чтобы никому не удалось „погреть руки“ на богатстве Гостелерадиофонда», — прокомментировал уход с поста директора ФГУ Виктора Осколкова глава Роспечати.

С 2014 года работает заместителем Генерального директора по закупке контента ОАО "ТРК ВС РФ «ЗВЕЗДА»

## Награды и премии
- Медаль «В память 850-летия Москвы» (1997).
- Заслуженный работник культуры Российской Федерации (11 мая 2009) — за заслуги в области культуры, печати, телерадиовещания и многолетнюю плодотворную работу[13].
- Почетная грамота Федерального агентства по печати и массовым коммуникациям за вклад в дело сохранности уникальной коллекции телевидения и радио в связи с 35-летием со дня основания Гостелерадиофонда (2009).

## Семья
Женат. Жена — Осколкова Анастасия Андреевна, продюсер.